# Prohlášení o shodě

Značka shody CE

Prohlášení o shodě (anglicky Declaration of Conformity, pro stavební výrobky označení Prohlášení o vlastnostech (anglicky Declaration of Performance)) je formální dokument, kterým výrobce, jeho autorizovaný zástupce nebo dovozce do Evropské unie potvrzuje, že daný výrobek splňuje všechny příslušné požadavky platných právních předpisů a technických norem v EU. Tento dokument je klíčovým nástrojem pro zajištění volného pohybu zboží v rámci vnitřního trhu Evropské unie a slouží také jako důkaz shody při případných kontrolách dozorových orgánů.
Prohlášení o shodě umožňuje označení výrobku značkou CE. Značka CE (Conformité Européenne) je vizuální potvrzení, že výrobek splňuje požadavky EU, bez tohoto dokumentu není výrobce oprávněn výrobek značkou CE označit ani jej uvést na trh.
Prohlášení o shodě musí mj. obsahovat: Identifikaci výrobce, identifikaci výrobku, odkaz na použité právní předpisy a harmonizované normy, popis postupu posouzení shody a další.